# درازبال
درازبال (نام علمی: Bittacidae) نام یک تیره از راسته منقارسران است. 
این حشره علیرغم داشتن شباهت با سنجاقک اما یک سنجاقک نیست. برای مقایسه اینجا را ببینید.